# Eerste klasse A
Eerste klasse 1A/ Division 1A (oficjalna nazwa Jupiler Pro League) – najwyższa w hierarchii klasa męskich ligowych rozgrywek piłkarskich w Belgii, będąca jednocześnie najwyższym szczeblem centralnym (I poziom ligowy), utworzona w 1895 roku i zarządzana przez Pro League, a do 2008 przez Belgijski Związek Piłki Nożnej (KBVB). Zmagania w jej ramach toczą się cyklicznie (co sezon) i przeznaczone są dla 16 najlepszych krajowych klubów piłkarskich. Jej triumfator zostaje Mistrzem Belgii, zaś najsłabsze drużyny są relegowane do Eerste klasse B (II ligi belgijskiej).

## Historia
Mistrzostwa Belgii w piłce nożnej rozgrywane są od 1895 roku. W 1898 została założona Division 1, rozgrywki której wystartowały po raz pierwszy w sezonie 1898/99. Niejednokrotnie zmieniał się format rozgrywek.
Do tej pory najwięcej tytułów mistrzowskich wywalczył RSC Anderlecht, który najlepszy w swoim kraju okazywał się 33 razy.
W 1995 podpisano umowę z browarem Piedbœuf (wchodzącym w skład kompanii piwowarskiej InBev) - producentem piwa Jupiler - na mocy której, firma ta została sponsorem tytularnym ligi. Dlatego od sezonu 1995/96 rozgrywki te funkcjonują pod nazwą Jupiler Liga / Ligue Jupiler. W latach 2001–2008 nazywała się Jupiler League. Latem 2008 zmieniła nazwę na Jupiler Pro League.
Rozgrywki zawodowej Pro League zainaugurowano w sezonie 2008/09. Przed rozpoczęciem sezonu 2016/17 liga zmieniła nazwę na Eerste klasse A/Division 1A.

## System rozgrywek
Obecny format ligi obowiązuje od sezonu 2009/10.
Rozgrywki składają się z 30 kolejek spotkań rozgrywanych pomiędzy drużynami systemem kołowym. Każda para drużyn rozgrywa ze sobą dwa mecze – jeden w roli gospodarza, drugi jako goście. Od sezonu 2009/10 w lidze występuje 16 zespołów. W przeszłości liczba ta wynosiła od 5 do 20. Drużyna zwycięska za wygrany mecz otrzymuje 3 punkty (do sezonu 1994/95 2 punkty), 1 za remis oraz 0 za porażkę.
Po rozegraniu dwóch rund systemem kołowym zespoły dzielą się na dwie grupy. Pierwszą jest grupa mistrzowska, w której sześć pierwszych drużyn regularnego sezonu rozgrywa 10 meczów w systemie kołowym o tytuł Mistrza Belgii. Mistrz Belgii zdobywa prawo gry w Lidze Mistrzów UEFA. Druga drużyna zdobywa prawo uczestniczenia w eliminacjach do Ligi Mistrzów. Trzecia drużyna awansuje do rundy kwalifikacyjnej Ligi Europy. Również zwycięzca Pucharu Belgii startuje w fazie grupowej Lidze Europy lub, w przypadku, w którym zdobywca krajowego pucharu zajmie miejsce w czołowej dwójce ligi – możliwość gry w eliminacjach do Ligi Europy otrzymuje również piąta drużyna klasyfikacji końcowej. Zajęcie ostatniego miejsca wiąże się ze spadkiem drużyny do Eerste klasse B.
Kolejna grupa zostaje utworzona z zespołów, które w sezonie zasadniczym zajęły miejsca od 7 do 15 oraz przegranej play-off z Tweede klasse (pierwsza ma zapewniony awans do najwyższej klasy) i dwóch innych najlepszych drużyn z Tweede klasse. Drużyny z tej grupy rywalizują o play-off Ligi Europy w dwóch kolejnych podgrupach i rozgrywają po 10 meczów w systemie kołowym. Zwycięzcy podgrup spotykają się w dwumeczu, w celu wyłonienia drużyny, której będzie przysługiwać prawo do zmierzenia się z czwartą lub piątą drużyną grupy mistrzowskiej o rundę kwalifikacyjną rozgrywek Ligi Europy.
W przypadku zdobycia tej samej liczby punktów, klasyfikacja końcowa ustalana jest w oparciu o wynik dwumeczu pomiędzy drużynami, w następnej kolejności w przypadku remisu – różnicą bramek w pojedynku bezpośrednim, następnie ogólnym bilansem bramkowym osiągniętym w sezonie, większą liczbą bramek zdobytych oraz w ostateczności losowaniem.

## Skład ligi w sezonie 2025/26
| Uczestnicy poprzedniej edycji | Uczestnicy poprzedniej edycji | Uczestnicy poprzedniej edycji          | Uczestnicy poprzedniej edycji |
| --- | ----------------------------- | -------------------------------------- | ----------------------------- |
| USG | Union SG                      | Saint-Gilles                           | 1                             |
| CLB | Club Brugge                   | Brugia                                 | 2                             |
| GNK | KRC Genk                      | Genk                                   | 3                             |
| AND | RSC Anderlecht                | Anderlecht (Region Stołeczny Brukseli) | 4                             |
| ANT | Royal Antwerp                 | Antwerpia                              | 5                             |
| KAA | KAA Gent                      | Gandawa                                | 6                             |
| CHA | Charleroi                     | Charleroi                              | 7                             |
| WES | KVC Westerlo                  | Westerlo                               | 8                             |
| KVM | KV Mechelen                   | Mechelen                               | 9                             |
| DEN | Dender                        | Denderleeuw                            | 10                            |
| STL | Standard Liège                | Liège                                  | 11                            |
| OHL | OH Leuven                     | Leuven                                 | 12                            |
| STR | Sint-Truiden                  | Sint-Truiden                           | 13                            |
| po barażach |                               |                                        |                               |
| CER | Cercle Brugge                 | Brugia                                 | 14                            |
| Spadek z Eerste klasse A 2024/25 |                               |                                        |                               |
| KVK | Kortrijk                      | Kortrijk                               | 15                            |
| BEE | Beerschot VA                  | Antwerpia                              | 16                            |
| Awans z Challenger Pro League 2024/25 |                               |                                        |                               |
| ZWA | SV Zulte Waregem              | Waregem                                | 1                             |
| LAL | RAAL La Louvière              | La Louvière                            | 2                             |
| Oznaczenia: - kolumna pierwsza – skróty nazw drużyn, - kolumna trzecia – siedziba klubu, - kolumna czwarta – miejsce zajęte w poprzednim sezonie. |                               |                                        |                               |

## Statystyka

### Tabela medalowa
Mistrzostwo Belgii zostało do tej pory zdobyte przez 16 różnych drużyn.
Stan po sezonie 2024/25.
| Klub                        | Liczba tytułów |
| --------------------------- | -------------- |
| RSC Anderlecht              | 34             |
| Club Brugge                 | 19             |
| Royale Union Saint-Gilloise | 12             |
| Standard Liège              | 10             |
| Germinal Beerschot          | 7              |
| Racing Bruksela             | 6              |
| Daring Bruksela             | 5              |
| RFC Liège                   | 5              |
| Royal Antwerp FC            | 5              |
| KV Mechelen                 | 4              |
| Lierse SK                   | 4              |
| KRC Genk                    | 4              |
| Cercle Brugge               | 3              |
| KSK Beveren                 | 2              |
| Molenbeek Bruksela          | 1              |
| KAA Gent                    | 1              |